# Tangerine Reef
Tangerine Reef je studiové album americké experimentální hudební skupiny Animal Collective. Vydáno bylo 17. srpna roku 2018 společností Domino Records. Po desce ODDSAC, která vyšla roku 2010, půjde o druhé „audiovizuální album“ kapely Animal Collective. Stejně jako v případě předchozího alba Painting With (2017) se i na tomto albu podíleli pouze tři ze čtyř členů kapely, tentokrát jsou to David Portner (Avey Tare), Brian Weitz (Geologist) a Josh Dibb (Deakin). Historie alba sahá do února roku 2017, kdy kapela představila nový hodinový set s názvem Coral Orgy.

## Seznam skladeb
| Pořadí         | Název                         | Délka |
| -------------- | ----------------------------- | ----- |
| 1.             | Hair Cutter                   | 4:01  |
| 2.             | Buffalo Tomato                | 4:49  |
| 3.             | Inspector Gadget              | 4:19  |
| 4.             | Buxom                         | 4:40  |
| 5.             | Coral Understanding           | 3:44  |
| 6.             | Airpipe (To a New Transition) | 6:03  |
| 7.             | Jake and Me                   | 4:25  |
| 8.             | Coral by Numbers              | 2:26  |
| 9.             | Hip Sponge                    | 3:53  |
| 10.            | Coral Realization             | 3:00  |
| 11.            | Lundsten Coral                | 3:05  |
| 12.            | Palythoa                      | 4:11  |
| 13.            | Best of Times (Worst of All)  | 4:09  |
| Celková délka: | Celková délka:                | 52:45 |

## Obsazení
- David Portner (Avey Tare)
- Brian Weitz (Geologist)
- Josh Dibb (Deakin)